# 高陞大按
高陞大按（葡萄牙語：Casa de Penhores Kou Seng），是一座建成於19世紀的當舖建築物，位於澳門大堂區板樟堂，是澳門歷史城區的組成部分，現已停業。高陞大按分為當樓和貨樓兩部分，現時屬於文物建築，貨樓部分則為「被評定的不動產」，類別為「具建築藝術價值之樓宇」。

## 歷史

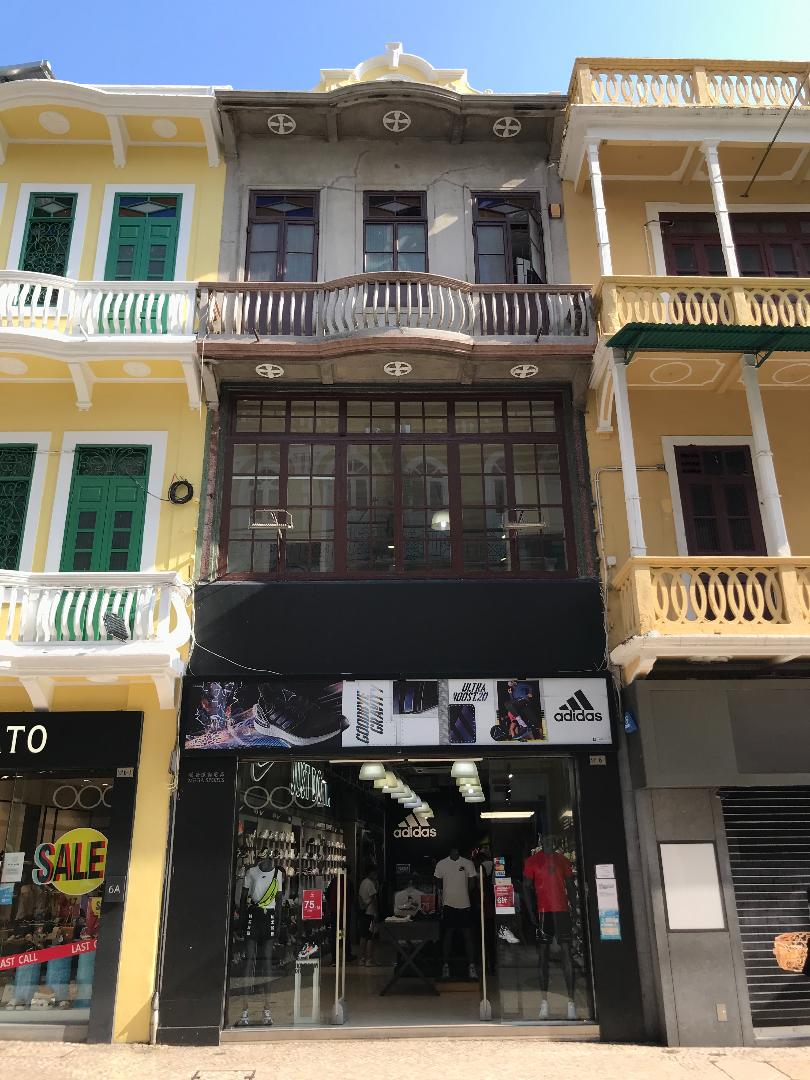
高陞大按當樓部分現時為一店鋪，包括傳統木趟門在內的原有結構被拆除

高陞大按開辦於19世紀，經歷過澳門典當業的全盛時期（即抗日戰爭時期）。到了1960年代，澳門經濟發展加速，為生計而需要抵押衣服、幹活工具等物資的貧苦民眾減少，全澳的按店當時只餘下長泰、長興、高陞、裕生、德生和德成六家。到了1970年代，押期均屬最弱、最短但利率最高的小押乘來澳遊客增加之機而越開越多，期長息低的大當和大按店漸漸被淘汰，幾乎在1970年代絕跡。到了1980年代，歷史悠久的高陞大按也最終結束營業。

## 建築結構
高陞大按是一座按照傳統當舖模式建成的建築物，與澳門其他具有歷史價值的古老當舖（如新馬路的長泰大按、十月初五街的德生大按以及氹仔告利雅施利華街與福隆巷交界的寶信押）不同，高陞大按並非建於臨街轉角位置。
分為當樓和貨樓：當樓有三層高，入口處為傳統木趟門，上層用作辦公室；當樓平面分前後兩廳，其間墻下是石結構，上面是鐵欄，顧客就在前後兩廳之間與當舖方典當。當樓後廳和貨樓之間有天井，貨樓則樓高22米，長約11.5米，寬約10米，底部是石結構，上兩層是空心青磚樓；大樓四周設有多個用以防盜和通風的窄長小窗。室內有兩面青磚牆將空間分為三間，設有木貨架；大樓設有一平台及可監視周圍情況的瞭望孔，頂部為木結構，鋪瓦，並刻有「高陞大按」灰塑大字。